# Кларк Келлог
Кларк Кліфтон Келлог (молодший) (англ. Clark Clifton Kellogg, Jr., нар. 2 липня 1961, Клівленд, Огайо, США) — американський професіональний баскетболіст, що грав на позиції легкого форварда за команду НБА «Індіана Пейсерз». По завершенні ігрової кар'єри — спортивний менеджер та телекоментатор.

## Ігрова кар'єра
На університетському рівні грав за команду Огайо Стейт (1979—1982).
1982 року був обраний у першому раунді драфту НБА під загальним 8-м номером командою «Індіана Пейсерз». Захищав кольори команди з Індіани протягом усієї історії виступів у НБА, яка налічувала 4 сезони. Змушений був рано закінчити кар'єру через хронічні проблеми з коліном.

## Кар'єра на телебаченні
1990 року почав працювати баскетбольним коментатором на ESPN. Згодом паралельно влаштувався на Big East Network та Prime Sports. Також працював коментатором виїзних матчів «Індіани» на регіональному каналі FSN-Indiana.
З 1993 по 1994 рік працював коментатором матчів турніру NCAA на CBS Sports. З 1997 року працював в цьому амплуа вже на постійній основі.